# Florian Foest
Florian Foest (* 19. Juli 1976 in Rathenow) ist ein deutscher Kameramann.
Florian Foest wuchs in Berlin auf und machte 1996 Abitur. Ab 1997 arbeitete er bei Film- und Fernsehproduktionen als Beleuchter. Von 2001 bis 2006 absolvierte er ein Kamerastudium an der Hochschule für Film und Fernsehen in Potsdam. Ab 2004 wirkte er zunächst an einigen Kurzfilmen mit, seit 2007 folgten verschiedene Film- und Fernsehproduktionen.

## Filmografie (Auswahl)
- 2007: Jagdhunde (Kinofilm)
- 2008: Der Mond und andere Liebhaber (Kinofilm)
- 2009: Lenz (Fernsehfilm)
- 2011: Krauses Braut (Fernsehfilm)
- 2011: Wer rettet Dina Foxx? (Fernsehfilm)
- 2012: Bis zum Horizont, dann links! (Kinofilm)
- 2013: Polizeiruf 110: Vor aller Augen
- 2014: Polizeiruf 110: Hexenjagd
- 2014: Krauses Geheimnis (Fernsehfilm)
- 2014: Dina Foxx – Tödlicher Kontakt (Fernsehfilm)
- 2015: Marry Me – Aber bitte auf Indisch (Kinofilm)
- 2016: Krauses Glück (Fernsehfilm)
- 2016: Hey Bunny (Kinofilm)
- 2016: Die Berliner Nouvelle Vague (Doku-Fernsehfilm)
- 2016: SOKO Wismar (Fernsehserie, 3 Episoden)
- 2017: Polizeiruf 110: Muttertag
- 2017: Großstadtrevier (Fernsehserie, 2 Episoden)
- 2018: Polizeiruf 110: Demokratie stirbt in Finsternis
- 2018: Polizeiruf 110: Für Janina
- 2019: Der Sommer nach dem Abitur (Fernsehfilm)
- 2019: Krauses Hoffnung (Fernsehfilm)
- 2019: Polizeiruf 110: Tod einer Journalistin
- 2020: Die Heiland (Fernsehserie, 3 Episoden)
- 2020: Krauses Umzug (Fernsehfilm)
- 2021: Krauses Zukunft (Fernsehfilm)
- seit 2022: Praxis mit Meerblick (Fernsehserie)
  - 2022: Mutter und Sohn
  - 2022: Was wirklich zählt
  - 2023: Rügener Sturköpfe
  - 2023: Dornröschen
  - 2023: Schwindel
  - 2024: Kleine Wunder
  - 2024: Die Kämpferin
  - 2024: Schiffbruch
  - 2024: Geheimnisse
  - 2025: Volle Kraft voraus
  - 2025: Verlobung mit Hindernissen
- 2022: Polizeiruf 110: Keiner von uns
- 2022: Polizeiruf 110: Hildes Erbe
- 2022: Krauses Weihnacht